# 潮風の女
『潮風の女』（しおかぜのおんな）はNHK「銀河ドラマ」で1970年6月1日～6月12日に放送された連続テレビドラマである。白黒作品。全10回。

## 概要
「銀河ドラマ」第28作。能登の港町を舞台に、電話交換手として働きながら初恋の男への愛を生涯貫き通した女性が、戦中から戦後をたくましく生きる姿を描く一代記ドラマ。能登の各地で長期ロケを敢行。朝丘雪路は本作がNHKドラマ初出演となる。

## 物語
昭和9年、能登の漁港穴水に3年前家出同然に東京へ出て行った比留間アイが、恋人の清次に会うために戻ってきた。ところがその日、親同士の取り決めで清次はアイの姉ケイと結納を交わすという。アイは父を責めるが逆に勘当され、親友春江の世話で郵便局の電話交換手として自活を始める。そんなアイをなにくれとなく気遣うのは幼馴染みの寅生であった。

## キャスト
- 比留間アイ 　…………… 朝丘雪路
- 父・太郎次  　…………… 殿山泰司
- 姉・ケイ   ………………… 藤田佳子
- 清次　…………………… 片山明彦
- 母・トキ   ………………… 賀原夏子
- 寅生 …………………… 北村和夫
- 春江 …………………… 太地喜和子
- 久栄門 ………………… 曽我廼家明蝶
- 良太郎 ………………… 村野武範
- 同・少年期   　…………… 坂口芳夫
- 同・幼年期   　…………… 矢崎知紀
- 藤八 …………………… 常田富士男
- 大造 …………………… 桑山正一
- 菊江 …………………… 望月真理子
- みさを 　………………… 堀井永子（堀永子）
- 薬売り ………………… 田中春男
- 幸吉 …………………… 村田正雄
- 局長 …………………… 柳谷寛
- 八重 …………………… 朝霧道子

## スタッフ
- 原作・脚本：岡田光治
- 演出：斎藤暁、松尾武
- 音楽：冨田勲
- 制作：合川明

## 参考資料
- 「テレビジョンドラマ」（放送映画出版）